# Республика Лиденбург
Республика Лиденбург (нидерл. Republiek van Lydenburg) — бурская республика, существовавшая в 1849—1860 годах, созданная после отделения группы буров от республики Почефструм в 1856 году. Город Лиденбург основанный в 1849 году группой Фуртреккеров под главенством Андриса Потгитера после того, как они покинули своё прежнее поселение в Охригстаде на севере страны из-за эпидемии малярии. Республика позже присоединилась к Республика Утрехт в 1857 году. В 1860 году обе республики присоединились к Республике Трансвааль.